# Basidiolum
Basidiolum — рід грибів. Назва вперше опублікована 1861 року.

## Класифікація
До роду Basidiolum відносять 1 вид:
- Basidiolum fimbriatum